# Hôtel Payen
Pour les articles homonymes, voir Payen.
L'hôtel Payen est une hôtel particulier de style Louis XIII construit en 1857 par Claude-Anthelme Benoit, situé au 8, rue Godefroy dans le 6e arrondissement de Lyon, en France.

## Histoire
Le bâtiment accueille le siège du consulat de la Suisse à Lyon pendant un temps.